# Kownaciska
Kownaciska – wieś w Polsce położona w województwie mazowieckim, w powiecie siedleckim, w gminie Suchożebry. Ma status sołectwa.
Wieś posiadała w 1673 roku podkomorzyna koronna Konstancja Butlerowa, leżała w ziemi drohickiej województwa podlaskiego w 1795 roku. W latach 1975–1998 miejscowość administracyjnie należała do województwa siedleckiego.
Wierni Kościoła rzymskokatolickiego należą do parafii św. Mikołaja w Krześlinie.
W miejscowości działa założona w 1928 roku jednostka ochotniczej straży pożarnej. jednostka posiada średni samochód ratowniczo-gaśniczy GBM 2/8 Star 200 z 1984 roku.